# Lequile
Lequile is een gemeente in de Italiaanse provincie Lecce (regio Apulië) en telt 8210 inwoners (31-12-2004). De oppervlakte bedraagt 36,4 km², de bevolkingsdichtheid is 226 inwoners per km².
De volgende frazioni maken deel uit van de gemeente: Dragoni.

## Demografie
Lequile telt ongeveer 2991 huishoudens. Het aantal inwoners steeg in de periode 1991-2001 met 3,9% volgens cijfers uit de tienjaarlijkse volkstellingen van ISTAT.
| Jaar | Inwoneraantal |
| ---- | ------------- |
| 1991 | 7645          |
| 2001 | 7946          |

## Geografie
De gemeente ligt op ongeveer 38 m boven zeeniveau.
Lequile grenst aan de volgende gemeenten: Copertino, Galatina, Lecce, Monteroni di Lecce, San Cesario di Lecce, San Donato di Lecce, San Pietro in Lama.